# Selkirk rex
 (novembre 2020).
Si vous disposez d'ouvrages ou d'articles de référence ou si vous connaissez des sites web de qualité traitant du thème abordé ici, merci de compléter l'article en donnant les références utiles à sa vérifiabilité et en les liant à la section « Notes et références ».
Le selkirk rex est une race de chat originaire des États-Unis. Ce chat de taille moyenne est caractérisé par sa robe à poil frisé.

## Origines

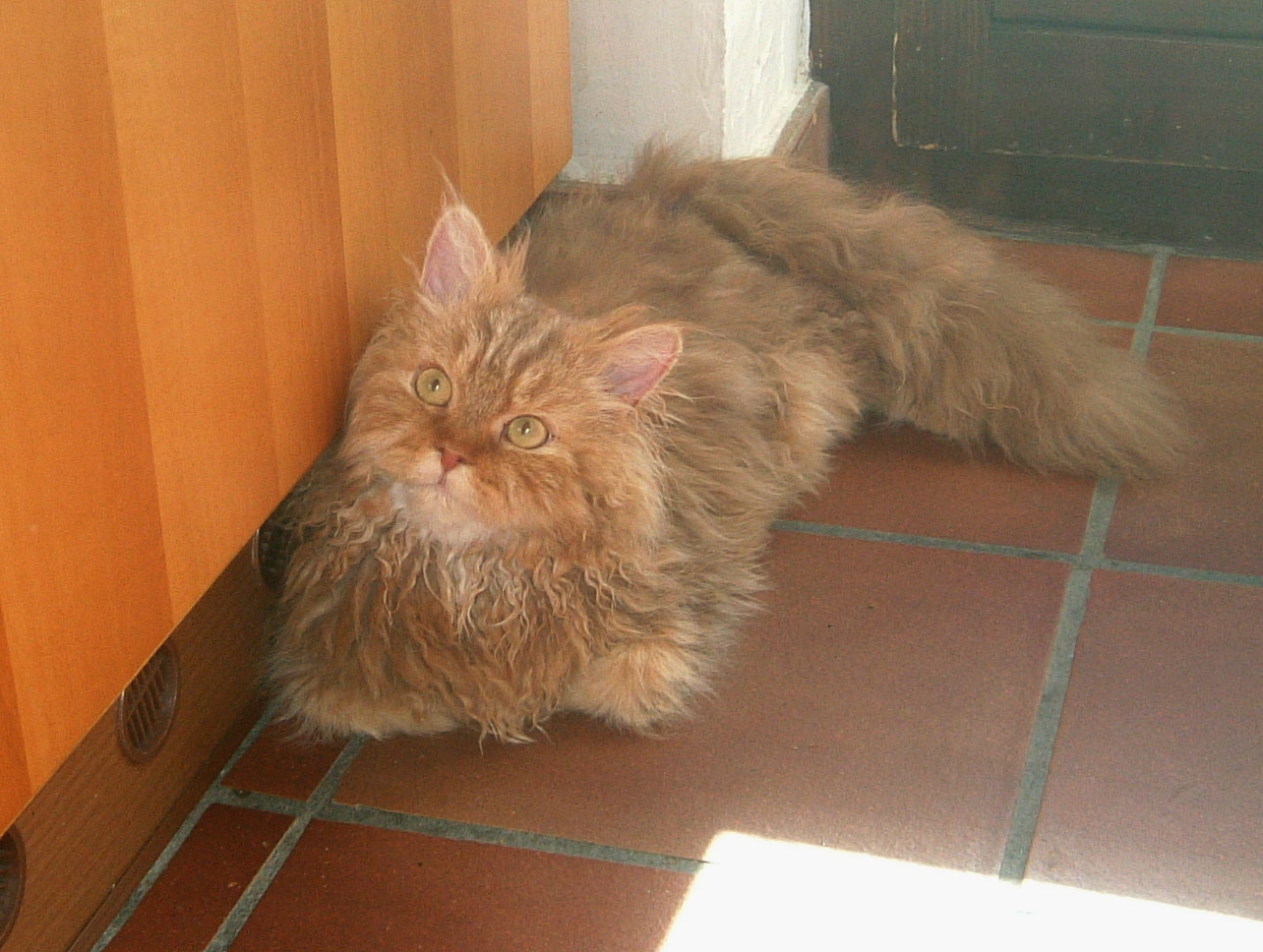
Chat à la robe cannelle.

Une chatte de gouttière "mutante" (frisée) fut trouvée en 1987 dans l'État du Wyoming aux États-Unis. La petite chatte fut confiée à Jeri Newman, une éleveuse de Persans qui la nomma Miss De Pesto of no Face. Elle décida alors de l'apparier à son persan noir "Photo Finish of Dekay" , et de cet appariement naquirent 3 chatons bouclés, et trois non bouclés (manifestant le caractère dominant du gène de la frisure).
Parmi ces chatons bouclés se trouvait un mâle noir et blanc à poils courts, que Jeri Newmann baptisa Noface Osar Kowalski.
Elle retint celui-ci pour établir les standards de la race qu'elle avait baptisée " Selkirk rex" en hommage à son beau-père, pour la TICA, l'ACFA et la CFA, les trois grandes organisations félines des États-Unis, et il fut réaccouplé à sa mère.
C'est ainsi que le programme d'élevage débuta. Ensuite, pour consolider la race, des apports de British Shorthair et, récemment (depuis 2015) d'American Shorthair furent autorisés.
En France, le LOOF autorise le mariage avec le British shorthair et longhair et, depuis l'année 2015, avec l'American Shorthair (de même que la TICA et la CFA). Il a interdit le mariage avec les chats du groupe Persan (Persans et Exotic Shorthair).
En CFA et TICA, l'appariement avec le groupe Persan sera interdit pour les chatons nés après le 1er janvier 2020, et avec le groupe British pour les chatons nés après le 1er janvier 2025. Le LOOF reconsidère annuellement le mariage avec les chats du groupe British et l'American Shorthair en fonction de l'intérêt pour le pool génétique français.
La race est reconnue par la TICA en 1992 et par la CFA en 2000. Il est définitivement reconnu par la FIFé depuis le 1er janvier 2018.
Le premier selkirk rex importé en France via la Suisse fut "Noface Grace Slick" une femelle colourpoint blue gantée de blanc.

## Standards

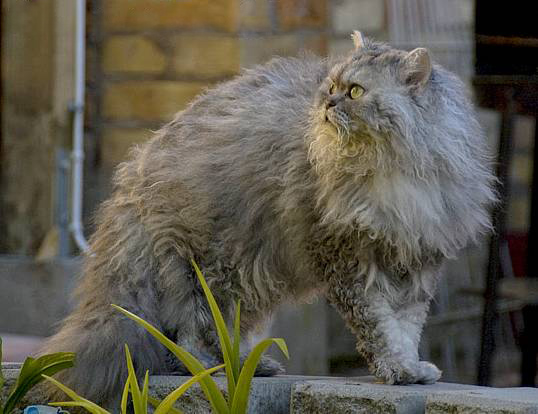
Portrait d'un selkirk rex à poil long.

Le selkirk rex diffère totalement des autres races "rex" telles que le devon rex et le cornish rex. Contrairement à eux, il a les trois types de poil et ils sont tous les trois frisés (poil de garde, sous-poil et poil de jarre). Il diffère également du LaPerm par le type de fourrure, plus dense et pelucheuse, en fait, de toucher "laineux-soyeux" et pas "crunchy".
D'une manière générale, le selkirk rex est un chat massif, musclé et puissant. Il est de taille moyenne à grande et s'inscrit dans un rectangle raccourci (semi-cobby). Les pattes sont de taille moyenne à courte, comme le reste du corps, elles sont massives et puissantes. Les pieds sont grands et ronds.
La tête est large avec des contours arrondis. Le crâne est arrondi, le front bombé et le profil incurvé. Le nez est large mais court, bien incurvé. Les oreilles sont larges à la base, de taille petite à moyenne avec des bouts arrondis et ont une base large. Elles doivent être placées bien espacée sur la tête, de part et d'autre d'un crâne arrondi. Le menton est fort (et ce, dans les deux sexes). L'œil est arrondi et bien ouvert, le regard bienveillant. De face, le museau s'inscrit dans un rectangle arrondi et les pâtons sont fermes. De profil, le museau présente un alignement nez, affûte de la lèvre supérieure, menton.
La fourrure est dense, pelucheuse et bien bouclée. Cependant les boucles peuvent être plus serrées sur le cou, la gorge, le ventre et la queue. Les vibrisses sont également bouclées. Toutes les robes et couleurs sont acceptées pourvu que la couleur des yeux soit en accord avec la robe.
Le standard du LOOF a été modifié en 2015 et 2017 pour converger vers le standard TICA.
Le Selkirk rex existe en poil long et en poil court.

## Caractère
Le tempérament génial du selkirk rex reflèterait bien les races utilisées pour son développement. Il aurait donc la réserve et la décontraction du british shorthair, la nature câline du persan et l'espièglerie de l'exotic shorthair. Ce serait donc des chats très patients, tolérants et affectueux, la puissance et le talent pour la chasse de l'American shorthair.[Interprétation personnelle ?] Ces traits de caractère restent toutefois parfaitement individuels et sont avant tout fonctions de l'histoire de chaque chat.

### Sources
- (en) Cet article est partiellement ou en totalité issu de l’article de Wikipédia en anglais intitulé « Selkrik Rex » (voir la liste des auteurs).